# Notiosorex harrisi
Notiosorex harrisi — вимерлий вид землерийок з підродини Soricinae.
Це один з кількох вимерлих видів Notiosorex, описаних у літописі скам'янілостей, а видовий епітет — це ім’я по батькові на честь Артура Х. Гарріса за його десятиліття роботи з палеонтології ссавців на південному заході Сполучених Штатів.

## Голотип
Голотипний зразок зберігається в Університеті Техасу в Ель-Пасо Biodiverstiy Collections як UTEP:ES:120-2526. Це дорослий, лівий зубний протез з першим різцем, четвертим премоляром і з першого по третій моляри. Зразок було зібрано з печери Big Manhole в окрузі Едді, штат Нью-Мексико.